# Yngve-Frej

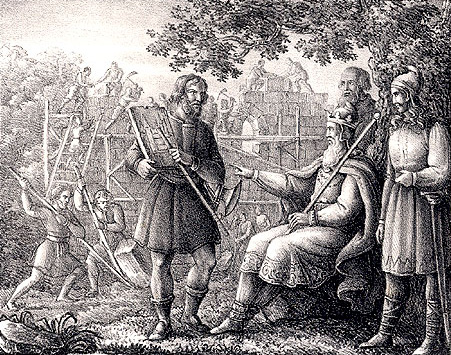
Kung Yngve-Frej grundlägger templet i Uppsala, såsom Hugo Hamilton föreställde sig det 1830.

Yngve-Frej eller Yngve Frey (fornnordiska: Ingvifreyr, Ingunarfreyr) var en sagokung kring Jesu födelse (år 1) som enligt Snorre Sturlassons Ynglingasaga skall ha rest ett tempel i Gamla Uppsala och bott där, samt etablerat Uppsala öd. Yngve-Frej har påståtts vara förebild för guden Frej, en föreställning som förekom ännu på 1800-talet.
Yngve-Frej kan likt andra sagokungar inte beläggas historiskt och betraktas idag i regel som en mytisk figur; han nämns som tidigast i kungalistor nedtecknade mellan 900-talet och 1100-talet, vilka på grund av mytiska inslag och brist på andra källor betraktas som utan större historiskt källvärde.

## Snorres Edda
Enligt uppgifter från Snorres Edda skall Yngve-Frej ha levt under kejsar Augustus styre (det vill säga runt år 1) och var anfader till den mytiska Ynglingaätten och son till kung Njord den rike, gift med Gerd Gymisdotter, och hade sonen Fjölner.
I Ynglingasagan berättas det att han skall ha rest ett tempel i Gamla Uppsala och etablerat Uppsala öd för att sedan bo där.
Vid hans död skall en hög ha kastats upp. Där låg han i tre år, samtidigt som man lurade svearna att han fortfarande levde och lät hälla in all skatt i högen. När svearna till slut förstod att han var död men såg att den goda årsväxten och freden fortsatte, började de att dyrka honom som gud. Han efterträddes som kung av sin son.

## Fornengelska rundikten
Den fornengelska rundikten(en) från 800-talet omnämner möjligen Yngve-Frej, då som Ing, namnet för runan ᛝ [Ing]. Dikten lyder:
| ᛝ Ing ƿæs ærest mid Eástdenum geseƿen secgum, oð he síððan e[á]st ofer ƿæg geƿát. ƿæn æfter ran. þus Heardingas þone hæle nemdon. |  | ”ᛝ Ing var förste/främst bland Östdanerna sedd av men, till han sedan öst över våg avreste; vagn efter sprang. Således hårdingar denne hjälte benämnde.” |